# Публий Марий
Публий Марий (на латински: Publius Marius) е политик на Римската империя по времето на император Нерон.
От януари до вероятно края на април 62 г. той е консул. Колега му е Луций Афиний Азиний Гал.